# Сан-Кристобаль-Сучистлауака
Сан-Кристобаль-Сучистлауака (исп. San Cristóbal Suchixtlahuaca) — муниципалитет в Мексике, входит в штат Оахака. Население — 244 человека (на 2005 год).

## Фотографии

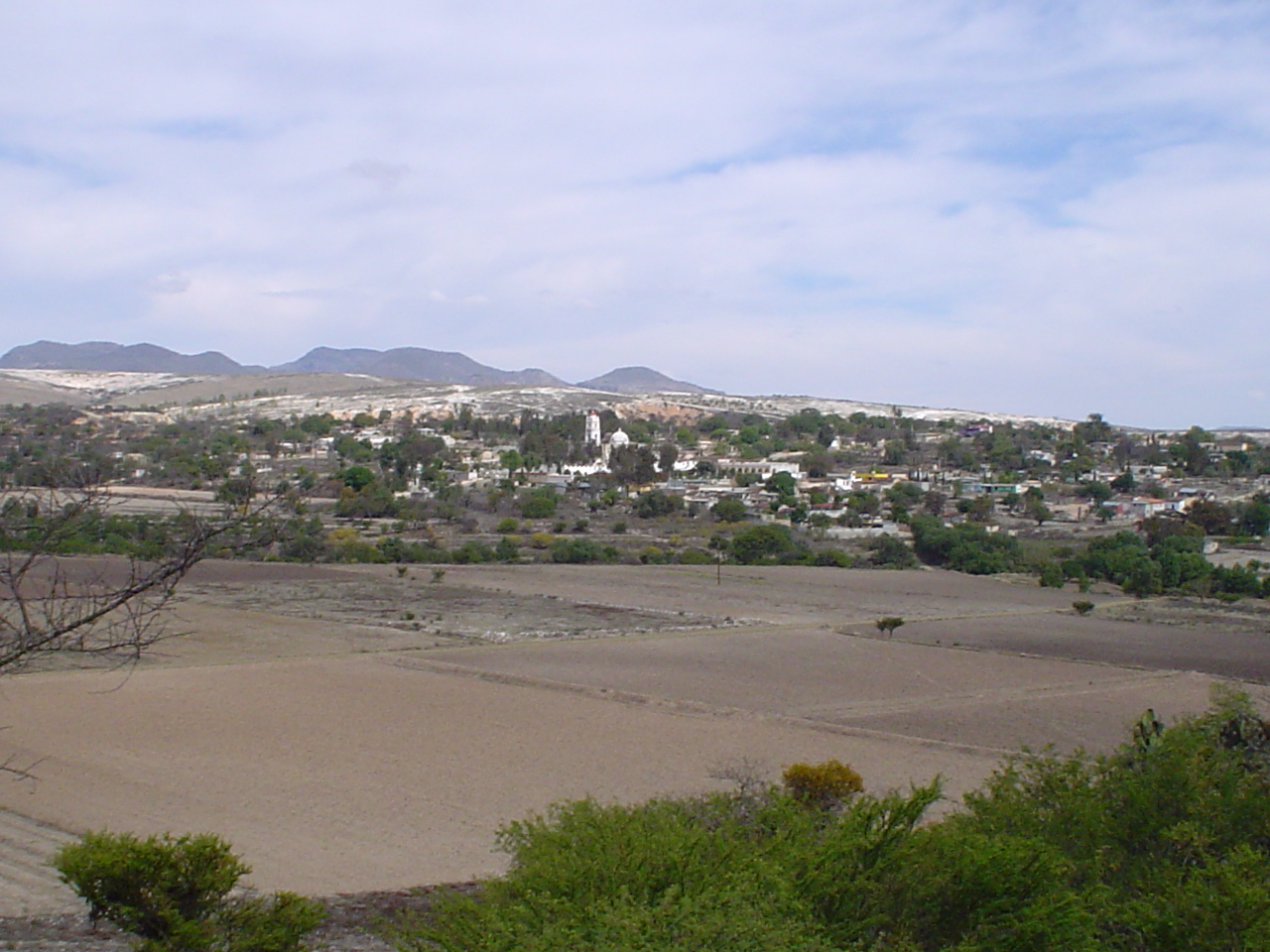
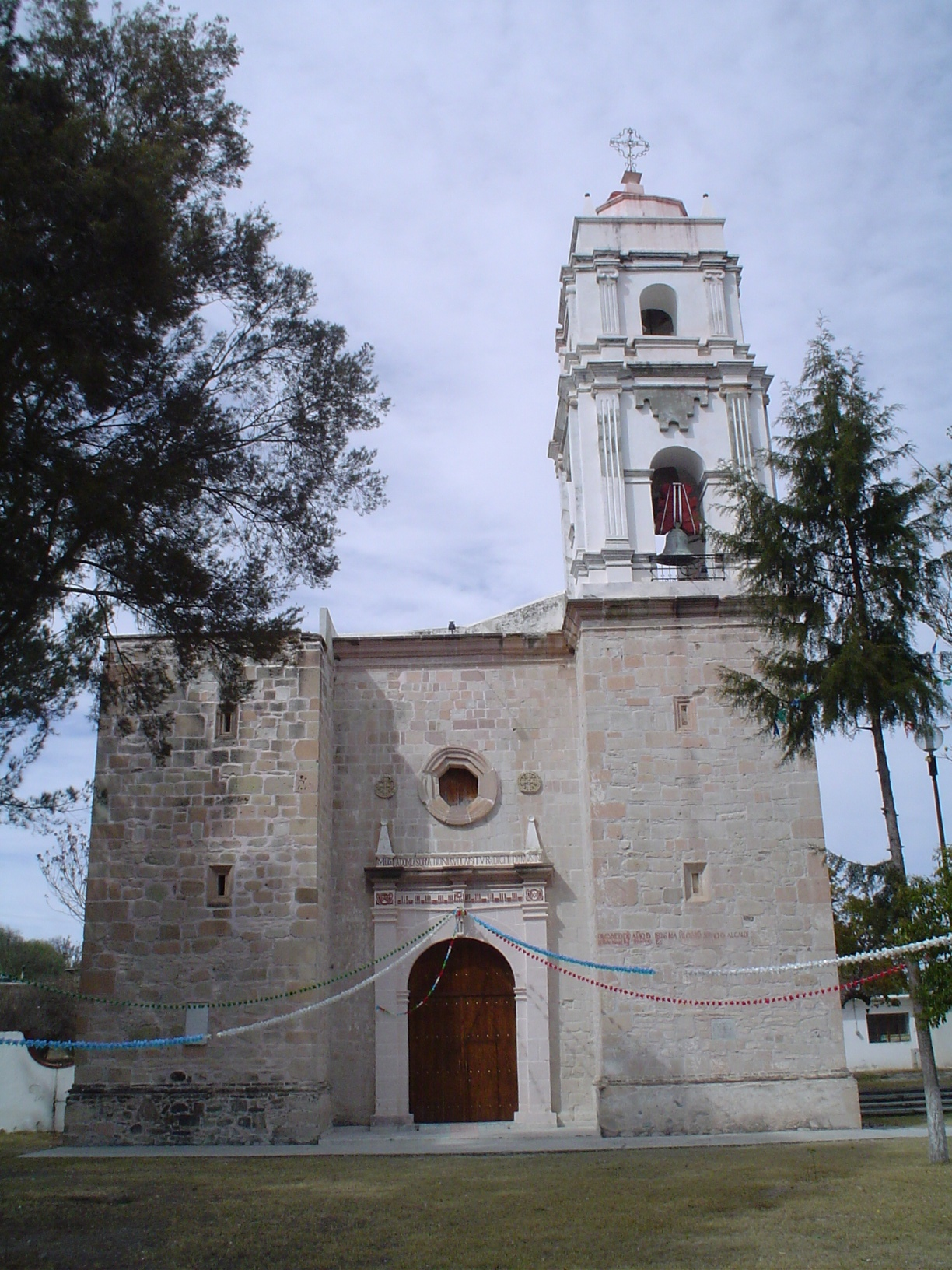
Церковь
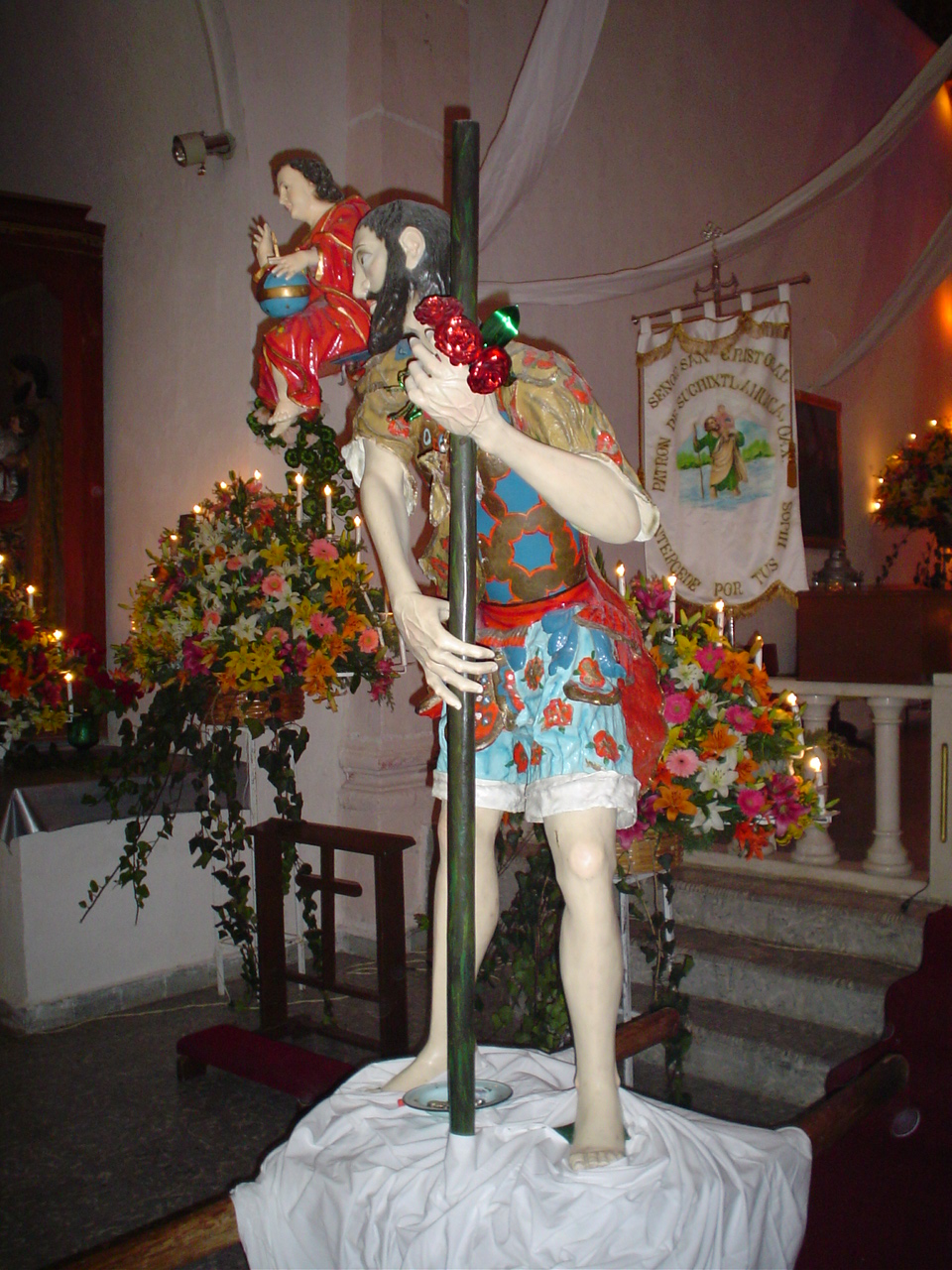
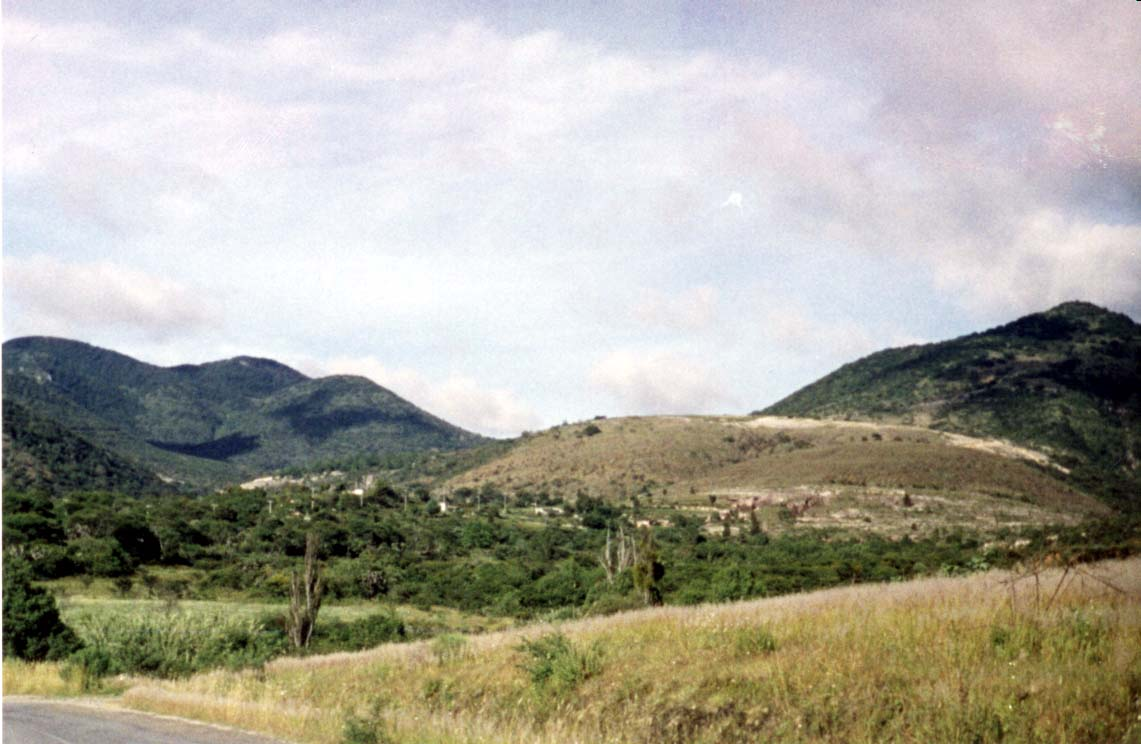